# لی شین چنگ
لی شین چنگ (انگلیسی: Lee Shin Cheng؛ زادهٔ ۳ ژوئن ۱۹۳۹ - درگذشته ۱ ژوئن ۲۰۱۹) کارآفرین، مدیر اجرایی و سرمایه‌دار اهل مالزی بود، که بعنوان مالک و رئیس هیئت مدیره شرکت آی‌اوآی فعالیت می‌کرد.